# Július Botto
Július Botto (korabeli magyaros írásmód szerint Botto Gyula) (Hámosfalva, 1848. július 24. - Nagyrőce, 1926. szeptember 29.) szlovák pedagógus, ügyvéd, történész, író, publicista.

## Élete
Édesapja Botto László evangélikus lelkész, édesanyja Bodiczky Júlia voltak.
A rimaszombati, lőcsei és iglói gimnáziumban tanult, majd az eperjesi kollégiumban tanult teológiát. 1869-1874 között többször volt segédtanár a nagyrőcei szlovák gimnáziumban. Közben Eperjesen jogot tanult. 1876-ban ügyvédi vizsgát tett Pesten. A Szlovák Nemzeti Párt központi tagja, az evangélikus bizottságban dolgozott. 1876-1920 között nagyrőcei ügyvédként dolgozott. 1914-1918 között bírósági eljárás folyt ellene a szlovákok történetéről szóló műve miatt. 1920-1922 között igazgatója, majd 1924-ig külső tanára a nagyrőcei állami reálgimnáziumnak. 1922-től nagyrőcei közjegyző volt.

## Művei
Szlovák szemszögből átértékelte a magyar történettudományi műveket.
- 1899 Miestopisné úryvky z Gemera. Sborník museálnej slovenskej spoločnosti IV.
- 1899/1902 Juraj Thurzo a Gabriel Bethlen. Príspevok k dejinám cirkve evanjelickej a. v. veľkorevúckej. Cirkevné listy
- 1902 Štefan Bocskay a jeho anjeli. Nákres dejepisný
- 1903 Prvé počiatky cirkevného pravosúdneho osamostatnenia evanjelikov v Uhorsku. Príspevok k dejinám evanjelikov v Uhorsku. Cirkevné listy
- 1906/1910/1923/1971 Slováci, vývin ich národného povedomia I-II.
- 1911 Michal M. Hodža
- 1911 Kultúrny a dejepisný obrázok zo života slovenského mestečka. Slovenské pohľady
- 1912 Jonáš Záhorský. Nákres životopisný
- 1913 Samuel Tomášik. Jeho predchodcovia a spolupracovníci. Slovenské pohľady
- 1914 Krátka história Slovákov
- 1922 Ján Francisci. Nákres životopisný
- 1922 Štefan Marko Daxner
- 1922 O štátnej jednote Slovákov a Čechov pred tisíc rokmi. Dejepisná rozprava
- 1923 Dejiny Matice slovenskej 1863–1875